# Drowned World Tour
Tournées par Madonna
The Girlie Show World Tour 
 (1993) Re-Invention Tour 
 (2004)
Drowned World Tour est la cinquième tournée de la chanteuse américaine Madonna, soutenant son sixième, septième et huitième album Bedtime Stories (1994) Ray Of Light (1998) et Music (2000). C'est également sa première tournée après huit ans d'absence, suivant le Girlie Show World Tour en 1993. La tournée devait débuter en 1999, mais fut par la suite annulée et reportée jusqu'à 2001, en raison de la naissance de son fils Rocco, de son mariage avec le réalisateur Britannique Guy Ritchie, l'enregistrement sur Music et au tournage de Un couple presque parfait. Lorsque la tournée fut décidée, Madonna engagea Jamie King comme chorégraphe et la tournée est planifiée en trois mois, avec les auditions pour les danseurs, musiciens et techniciens. Le couturier français Jean-Paul Gaultier crée l'intégralité des costumes, s'inspirant des différents styles de Madonna. La pochette du concert inclut des références à la Kabbale, que Madonna a commencé à étudier en 1997. La tournée dura de juin à septembre 2001 et visita les États-Unis et l'Europe pour un total de 47 dates. L'ouverture se déroula à Barcelone, Espagne. Le 15 septembre 2001, la tournée s'acheva à Los Angeles, États-Unis, soit quatre jours après les attentats du 11 septembre 2001.
Le concert est divisé en cinq tableaux : Neo-Punk, Geisha-Anime, Country-Western, Spanish et Ghetto/Urban. La setlist contient principalement des chansons des deux derniers albums de la chanteuse, avec seulement 2 chansons des années 1980. Le premier tableau présente des performances très énergiques, où Madonna est vêtue d'un kilt et un style dominatrice. Dans le deuxième tableau, Madonna porte un kimono et s’exerce aux arts martiaux. Pour le troisième tableau acoustique, la chanteuse porte un costume de cowboy. Le tableau latin rend hommage au flamenco et dernier tableau au danse ghetto. Drowned World Tour fut généralement apprécié des critiques contemporains, saluant Madonna pour se ré-inventer sans cesse.
La tournée fut commercialement un succès. En 2001, elle fut la tournée la plus lucrative pour un artiste solo. Elle rapporta 75 millions de dollars à guichet fermé et fut jouée devant près de 730 000 spectateurs en Europe et en Amérique. La tournée reçu une nomination pour la tournée de l'année et la plus inventive en 2001 pour les Pollstar Awards, mais perdit face à celle de U2. Le concert a bénéficié d'une diffusion en direct sur la chaine américaine HBO depuis le Palace of Auburn Hills à Auburn Hills dans le Michigan le 26 août 2001. Une VHS/DVD intitulé Drowned World Tour 2001 filmé à New-york a été commercialisé le 19 novembre 2001.

## Contexte
Après la sortie de son septième album studio Ray of Light (1997), Madonna a déclaré dans une interview accordée à Larry King en 1999 qu'elle "allait faire un film en avril; Un couple presque parfait, et je vais ensuite répéter pour aller en tournée. Et puis je vais probablement jouer jusqu'au début du millénaire, lors de la Saint-Sylvestre". La tournée fut finalement reportée jusqu'en 2001, Madonna disant qu'elle avait été distraite entre avoir des enfants et faire des films. La chanteuse a également commencé une relation sérieuse avec le réalisateur Britannique Guy Ritchie en 1999. En 2000, elle tombe enceinte de son fils Rocco, travaille sur son huitième album Music et se marie avec Ritchie en décembre 2000.

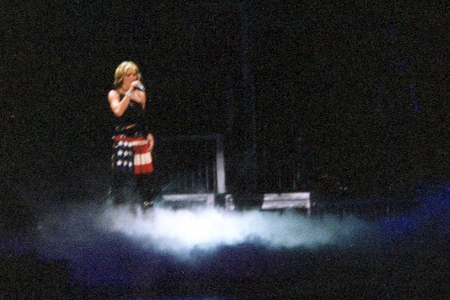
Madonna ouvrant le concert avec "Drowned World/Substitute For Love"

Lorsque Madonna a finalement décidée de partir en tournée, le temps s'annonçait déjà court et elle fut dans l'obligation de préparer le show en seulement trois mois. Les auditions pour les danseurs ont commencé en mars 2001. Jamie King fut engagé comme directeur artistique et chorégraphe de la tournée. Dans une interview, King a admis avoir souffert de dépression et être tombé malade en raison de l'intensité de la tournée. Les répétitions durent plus de quinze heures par jour, cinq jours par semaine, alors que plus de danseurs venaient s'ajouter à la troupe. À la fin, dix danseurs et deux chanteuses furent retenus. Madonna a gardé à ses côtés son professeur de guitare, Monte Pittman. Durant le spectacle, elle joue de la guitare acoustique et électrique. Stuart Price, musicien ayant travaillé avec Madonna sur les remixes de Music, est engagé comme bassiste et claviériste. Clair Brothers Audio fut appelé pour fournir un mélange de son high-tech et fusionner l'acoustique et la transe. Madonna a dit : « Je ne vois pas l’intérêt de faire un show à moins que vous offriez quelque chose allant dans le sens d'un esprit rêveur. Ce n'est pas assez d'entrer sur scène et de chanter une chanson. Tout est à propos de théâtre, de drame, de surprise et de suspense ».
Le Drowned World Tour devait commencer au Kölnarena, à Cologne, Allemagne avec deux concerts, plus tard annulés en raison de difficultés techniques. Finalement, plus de 35 000 tickets furent remboursés. Son show du 3 août à New Jersey fut également annulé, Madonna étant malade. Par conséquent, la tournée donna quarante-sept représentations au lieu de cinquante.
Jusqu'au 9 septembre, Madonna interpréta sur scène la chanson The Funny Song, qui sera retiré de la setlist pour les trois dernières dates, en raisons des attentats du 11 septembre 2001. La tournée devait d'ailleurs se conclure le 14 septembre au lieu du 15, car cette dernière date était prévue pour le 11 septembre.

## Développement

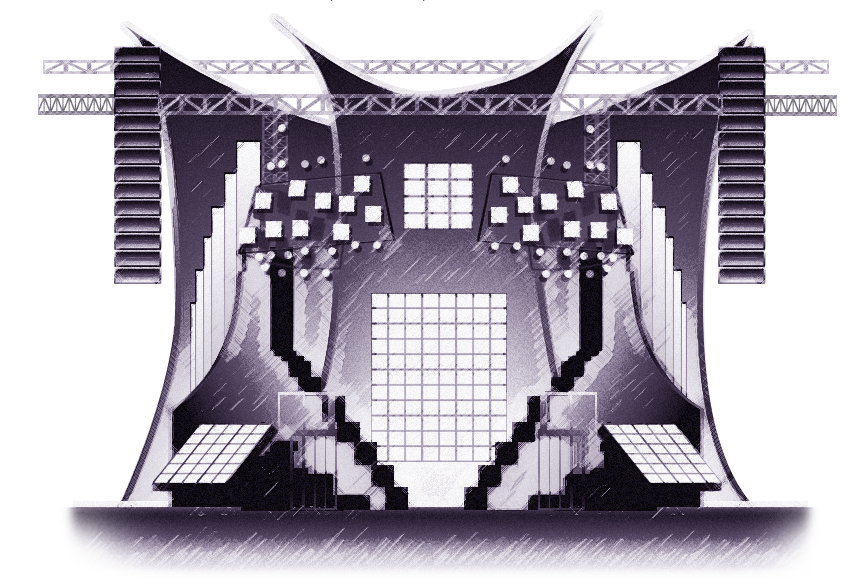
Plan de la scène du Drowned World Tour

Le concert est divisé en cinq segments : Neo-Punk, Geisha-Anime, Country-Western, Latin-Spanish et Ghetto/Urban. Chaque tableau représente une phase de la carrière de Madonna. L’attachée de presse de Madonna, Liz Rosenberg, a annoncé que ce concert serait le plus spectacle parmi tous les autres concerts de Madonna. Le créateur français Jean-Paul Gaultier fut engagé pour la création les costumes, amenant l'idée de fusionner la mode punk et écossaise. Il créa également les costumes pour les thèmes Geisha, Country et Spanish. D'autres couturiers furent engagés dans la tournée, comme Dean and Dan Caten, créateur de la ligne de vêtements DSquared2. Les costumes développés comprenaient une chemise déchirée et un pantalon noir à fermeture Éclair, rappelant ses premiers looks, et les jeans en cuir abîmé et le look ghetto rappelant ses looks du moment. Les perruques noires et le maquillage blanc indiquaient le thème Geisha et le look de Ray of Light. Des hybrides de vêtements du clip La Isla Bonita (1986) et du film musical Evita (1996) furent également créés.
La scène était aussi grande qu'un terrain de tennis et était amovible. Au-dessus de la scène se trouvait un vaste réseau électrique, composés de section de poutres, moteurs, câblage, dispositifs de contrôle reliés électroniquement et mécaniquement avec les performances. Quatre moniteurs vidéo gigantesques formaient la toile de fond de la scène. Le poster et le logo pour la tournée ont été développés par Chase Design Group, le logo devant être le plus esthétisé que possible. Ils ont développé une icône personnalisée et le type de logo pour véhiculer les qualités uniques d'un spectacle de Madonna, décrit par un des fondateurs comme étant un "voyage musical et spirituel à travers différents mondes". Chase a fait remarquer que depuis que "Madonna a étudié la Kabbale, elle a demandé que nous incluions des références à ce corps de connaissances". Le résultat final inclut des références en arabe et en hébreu.

## Setlist
Act 1 : Cyber Punk
- "Drowned World / Substitute for Love" (contient des éléments de "Music", "Human Nature", "Ray of Light" et "Impressive Instant")
- "Impressive Instant"
- "Candy Perfume Girl"
- "Beautiful Stranger" (contient des éléments de "Soul Bossa Nova (Dim's Space-A-Nova)")
- "Ray of Light" (fin avec "Drowned World/Substitute For Love")

Act 2 : Geisha
- "Paradise (Not For Me)" (Video Interlude)
- "Frozen" (Stereo MC's Remix)
- "Nobody's Perfect" (contient des extraits de "Open Your Heart")
- "Mer Girl" / "Sky Fits Heaven" (Medley)

Act 3 : Cowgirl
- "What It Feels Like For A Girl" (Remix) (Video Interlude)
- "I Deserve It"
- "Don't Tell Me"
- "Human Nature"
- "The Funny Song"
- "Secret"
- "Gone" (remplacée par "You'll See" dans certains concert US)

Act 4 : Latino
- "Don't Cry For Me Argentina" (Dancer / Instrumental Interlude)
- "Lo Que Lo Siento La Mujer" (version hispanique de "What It Feels Like For A Girl")
- "La Isla Bonita"

Act 5 : Urban Pimp Ghetto
- "Holiday" (contient des éléments de "Fate" et "Music Sounds Better With You")
- "Music" (contient des éléments de "Trans-Europe Express")

## Personnel

### Principaux
- Conception - Madonna
- Directeur artistique - Jamie King
- Directeur vidéo - Dago Gonzalez
- Direction musicale - Stuart Price
- Costumiers - Jean-Paul Gaultier, Dean and Dan Caten, Dolce & Gabbana, Donatella Versace, Catherine Malandrino
- Chorégraphe - Alex Magno, Jamie King

### Troupe
- Clavier - Marcus Brown, Stuart Price
- Batterie - Steve Sidelnyk
- Guitare - Monte Pittman, Stuart Price
- Basse - Raymond Hudson
- Percussion – Ron Powell
- Choristes - Niki Haris et Donna De Lory
- Danseur principal - Christian Vincent
- Danseurs - Ruthy Inchaustegui, Nito Larioza, Tamara Levinson, Anthony Jay Rodriguez, Jamal Story, Kemba Shannon, Eko Supriyanto, Jull Weber, Addie Yungmee
- Directeur technique et clavier additionnel - Mike McKnight

## Dates et lieux des concerts
| Europe             |                 |             |                                  |
| Date               | Ville           | Pays        | Lieu                             |
| 9 juin 2001        | Barcelone       | Espagne     | Palau Sant Jordi                 |
| 10 juin 2001       | Barcelone       | Espagne     | Palau Sant Jordi                 |
| 13 juin 2001       | Milan           | Italie      | Fila Forum                       |
| 14 juin 2001       | Milan           | Italie      | Fila Forum                       |
| 15 juin 2001       | Milan           | Italie      | Fila Forum                       |
| 19 juin 2001       | Berlin          | Allemagne   | Max Schmeling-Halle              |
| 20 juin 2001       | Berlin          | Allemagne   | Max Schmeling-Halle              |
| 22 juin 2001       | Berlin          | Allemagne   | Max Schmeling-Halle              |
| 23 juin 2001       | Berlin          | Allemagne   | Max Schmeling-Halle              |
| 26 juin 2001       | Paris           | France      | Palais omnisports de Paris-Bercy |
| 27 juin 2001       | Paris           | France      | Palais omnisports de Paris-Bercy |
| 29 juin 2001       | Paris           | France      | Palais omnisports de Paris-Bercy |
| 30 juin 2001       | Paris           | France      | Palais omnisports de Paris-Bercy |
| 4 juillet 2001     | Londres         | Royaume-Uni | Earls Court                      |
| 6 juillet 2001     | Londres         | Royaume-Uni | Earls Court                      |
| 7 juillet 2001     | Londres         | Royaume-Uni | Earls Court                      |
| 9 juillet 2001     | Londres         | Royaume-Uni | Earls Court                      |
| 10 juillet 2001    | Londres         | Royaume-Uni | Earls Court                      |
| 12 juillet 2001    | Londres         | Royaume-Uni | Earls Court                      |
| Amérique du Nord   |                 |             |                                  |
| Date               | Ville           | Pays        | Lieu                             |
| 21 juillet 2001    | Philadelphie    | États-Unis  | First Union Center               |
| 22 juillet 2001    | Philadelphie    | États-Unis  | First Union Center               |
| 25 juillet 2001    | New York        | États-Unis  | Madison Square Garden            |
| 26 juillet 2001    | New York        | États-Unis  | Madison Square Garden            |
| 28 juillet 2001    | New York        | États-Unis  | Madison Square Garden            |
| 30 juillet 2001    | New York        | États-Unis  | Madison Square Garden            |
| 31 juillet 2001    | New York        | États-Unis  | Madison Square Garden            |
| 2 août 2001        | East Rutherford | États-Unis  | Continental Airlines Arena       |
| 7 août 2001        | Boston          | États-Unis  | Fleet Center                     |
| 8 août 2001        | Boston          | États-Unis  | Fleet Center                     |
| 10 août 2001       | Washington      | États-Unis  | MCI Center                       |
| 11 août 2001       | Washington      | États-Unis  | MCI Center                       |
| 14 août 2001       | Miami           | États-Unis  | National Car Rental Center       |
| 15 août 2001       | Miami           | États-Unis  | National Car Rental Center       |
| 19 août 2001       | Atlanta         | États-Unis  | Philips Arena                    |
| 20 août 2001       | Atlanta         | États-Unis  | Philips Arena                    |
| 25 août 2001       | Détroit         | États-Unis  | The Palace of Auburn Hills       |
| 26 août 2001       | Détroit         | États-Unis  | The Palace of Auburn Hills       |
| 28 août 2001       | Chicago         | États-Unis  | United Center                    |
| 29 août 2001       | Chicago         | États-Unis  | United Center                    |
| 1er septembre 2001 | Las Vegas       | États-Unis  | MGM Grand                        |
| 2 septembre 2001   | Las Vegas       | États-Unis  | MGM Grand                        |
| 5 septembre 2001   | Oakland         | États-Unis  | Oakland Arena                    |
| 6 septembre 2001   | Oakland         | États-Unis  | Oakland Arena                    |
| 9 septembre 2001   | Los Angeles     | États-Unis  | Staples Center                   |
| 13 septembre 2001  | Los Angeles     | États-Unis  | Staples Center                   |
| 14 septembre 2001  | Los Angeles     | États-Unis  | Staples Center                   |
| 15 septembre 2001  | Los Angeles     | États-Unis  | Staples Center                   |

## Box Office
| Ville            | Lieu                             | Tickets Vendus            | Recette     |
| ---------------- | -------------------------------- | ------------------------- | ----------- |
| Barcelona        | Palau Sant Jordi                 | 36,136 / 36,136 (100 %)   | $2,039,112  |
| Milan            | Fila Forum                       | 36,100 / 36,100 (100 %)   | $3,926,815  |
| Berlin           | Max-Schmeling-Halle              | 43,455 / 43,455 (100 %)   | $2,864,786  |
| Paris            | Palais omnisports de Paris-Bercy | 68,000 / 68,000 (100 %)   | $4,443,155  |
| London           | Earls Court Exhibition Centre    | 107,415 / 107,415 (100 %) | $8,734,149  |
| Philadelphia     | First Union Center               | 31,128 / 31,128 (100 %)   | $3,382,485  |
| New York         | Madison Square Garden            | 79,401 / 79,401 (100 %)   | $9,297,105  |
| East Rutherford  | Continental Airlines Arena       | 16,457 / 16,457 (100 %)   | $1,842,155  |
| Boston           | Fleet Center                     | 29,886 / 29,886 (100 %)   | $3,503,520  |
| Washington, D.C. | MCI Center                       | 32,061 / 32,061 (100 %)   | $3,472,148  |
| Sunrise          | National Rental Car Center       | 31,572 / 31,572 (100 %)   | $3,603,573  |
| Atlanta          | Philips Arena                    | 29,617 / 29,617 (100 %)   | $3,553,444  |
| Auburn Hills     | The Palace of Auburn Hills       | 34,407 / 34,407 (100 %)   | $4,127,533  |
| Chicago          | United Center                    | 33,725 / 33,725 (100 %)   | $3,743,830  |
| Paradise         | MGM Grand Garden Arena           | 29,587 / 29,587 (100 %)   | $6,503,950  |
| Oakland          | Oakland Arena                    | 31,195 / 31,195 (100 %)   | $3,351,320  |
| Los Angeles      | Staples Center                   | 61,464 / 61,464 (100 %)   | $8,303,165  |
| TOTAL            | TOTAL                            | 731,606 / 731,606 (100 %) | $76,792,245 |

## Galerie

### Act 1: Cyber Punk
|                                   |
| Drowned World/Substitute for Love |

|                    |
| Impressive Instant |

|                    |
| Candy Perfume Girl |

|                    |
| Beautiful Stranger |

|              |
| Ray of Light |

### Act 2: Geisha
|                                   |
| Paradise (Not For Me) (Interlude) |

|        |
| Frozen |

|                  |
| Nobody's Perfect |

|                            |
| Mer Girl / Sky Fits Heaven |

### Act 3: Cowgirl
|              |
| I Deserve It |

|               |
| Don't Tell Me |

|              |
| Human Nature |

|        |
| Secret |

### Act 4: Latino
|                           |
| Lo Que Lo Siento La Mujer |

|                |
| La isla bonita |

### Act 5: Urban Pimp Ghetto
|         |
| Holiday |

|       |
| Music |

## Diffusions et enregistrements
TF1 diffusa ce spectacle en janvier 2002.
Le concert est immortalisé à New-York sur cassette VHS et DVD commercialisés le 19 novembre 2001.